# Nadia Beugré
Nadia Beugré (Abidjan, 5 marzo 1981) è una danzatrice e coreografa ivoriana.

## Biografia
Danzatrice e coreografa della Costa D'Avorio, Nadia Beugré è nata il 5 marzo 1981 ad Abidjan, nel quartiere popolare D'Abodo, in una famiglia musulmana. Sua madre è la quinta moglie del padre e lei la dodicesima o tredicesima figlia della famiglia. Suo padre pratica le danza tradizionale. Da bambina si interessò al calcio, in seguito alla danza e alle danze tradizionali ivoriane, che pratica nel Teatro Dante.
Nel 1997 fonda, con Beatrice Kombe, la compagnia Tchétché, composta da sole donne. La compagnia vince il secondo premio di Incontri Coreografici dell'Africa e dell'Oceano Indiano, in Madagascar nel 1999.
Poco dopo la scomparsa di Beatrice Kombe nel 2007, che la colpisce profondamente, Nadia Beugré crea l'assolo Un espace vide: Moi, presentato in Inghilterra, Francia, Burkina Faso, Tunisia e Stati Uniti. Seguono anni difficili. Nadia fa la scelta di approfondire la conoscenza della danza contemporanea seguendo i corsi all'Ecole des Sables di Germaine Acogny in Senegal, poi in Francia presso il Centro Coreografico di Montpellier con la coreografa Mathilde Monnier. Si stabilisce nel sud della Francia e balla in particolare con la compagnia di Alain Buffard, con la ruandese Dorothée Munyaneza e la sudafricana Hlengiwe Lushaba.
Nel 2012 crea e interpreta un nuovo assolo, Quartiers Libres, presentato al Théâtre de la Cité Internationale di Parigi, negli Stati Uniti, in molte città europee e in Brasile: si esibisce in mezzo al pubblico, vestita con un abito di scena corto e il filo di un microfono intorno al collo, intonando Malaika, di Myriam Makeba; poi sale sul palco agendo una danza forte, aspra, libera nei movimenti del corpo, che interroga sugli spazi accessibili alle donne:
(Gia Kourlas)
Nel 2014 crea lo spettacolo Tapis Rougeche interpreta con Sébastien Martel, nel programma Sujets à vifdel Festival d'Avignone; nel 2015 Legacy,spettacolo recitato da un gruppo di quattro danzatrici che evocano la marcia di Bassam, compiuta nel 1949 da un gruppo di donne ivoriane per ottenere la liberazione dei loro mariti imprigionati dalle truppe coloniali. E, alla fine dello stesso anno, Samedi Détente, uno spettacolo di Dorothée Munyaneza dedicato al genocidio ruandese del 1994. Al Festival d'Avignone del 2017, aiutata da Nina Kipré, rimette in scena, dieci anni dopo la sua morte, uno spettacolo di Beatrice Kombe, Sans repères: quattro donne gettano i loro lunghi vestiti per indossare dei pantaloncini e un reggiseno nero da guerriere sportive, affermando la forza del potere femminile e la sua volontà di esistere. Le sue opere sono state presentate al Festival La Bâtie di Ginevra, al Festival d'Automne di Parigi, all'Holland Festival, a Bergen, Darmstadt, Strasburgo, Tolosa, Arles, Lille, Rennes. Nel 2018 dà vita al Roukasskass Club.
Nel marzo 2019 presenta per la prima volta in Italia il solo Quartiers Libre, andando in scena al DAMSLab di Bologna nella cornice di Atlas of Transitions Biennale.